# Nikola Tesla
Nikola Tesla (serbisk kyrilliska: Никола Тесла), född 10 juli 1856 i Smiljan i Kejsardömet Österrike (i nuvarande Kroatien), död 7 januari 1943 i New York, var en serbisk-amerikansk uppfinnare och maskin- och elektroingenjör. Tesla var en av de mest betydelsefulla bidragsgivarna vad gäller tillkomsten av kommersiell elektricitet. Han är mest känd för sina många revolutionerande bidrag inom elektromagnetism under slutet av 1800-talet och början av 1900-talet. 
Stora delar av Teslas patent och teoretiska arbeten bildade grund för modern växelströmsteknik inklusive flerfasiga distributionssystem och växelströmsmotorer, vilka banade vägen för den andra industriella revolutionen. Han var etnisk serb, född i Kejsardömet Österrike och blev sedermera amerikansk medborgare.
Efter Teslas demonstration av trådlös kommunikation (radio) 1893 och efter varit Westinghouses affischnamn i det så kallade "strömkriget" var han den mest kände elektroingenjören som arbetade i USA. Under denna period kunde få amerikanska uppfinnare och vetenskapsmän konkurrera med Tesla som den mest berömda, men på grund av sin excentriska personlighet och sina otroliga och ibland bisarra påståenden om möjliga vetenskapliga och tekniska genombrott blev Tesla till slut utfryst och betraktad som en galen vetenskapsman. Tesla var aldrig särskilt insatt i sin privata ekonomi och dog utfattig vid 86 års ålder.
Vid Conférence Générale des Poids et Mesures i Paris 1960 beslutades att Tesla skulle få SI-enheten för magnetisk flödestäthet eller magnetisk induktion (känd som det magnetiska fältet B) uppkallad efter sig. Även "teslaeffekten" är uppkallad efter honom. Teslaeffekten syftar på den trådlösa energiöverföringen till trådlösa kraftelektronikutrustningar som Tesla demonstrerade i liten skala med glödlampor så tidigt som 1893 och som var avsedd att användas för interkontinental kraftöverföring på industriell nivå i hans ofullbordade projekt Wardenclyffetornet.
Vid sidan av sitt arbete med elektromagnetism och elektromekanik har Tesla bidragit i varierande omfattning till skapandet av robotteknik, fjärrkontroll, radar- och datavetenskap samt utvidgat områdena ballistik, kärnfysik och teoretisk fysik. 1943 tillkännagav USA:s högsta domstol att det var Tesla som uppfunnit radion och inte Guglielmo Marconi. Några av hans bidrag till vetenskapen har, kontroversiellt nog, använts för att stötta olika pseudovetenskaper, ufoteorier och tidig new age-ockultism.

## Biografi

### De tidiga åren (1856–1885)

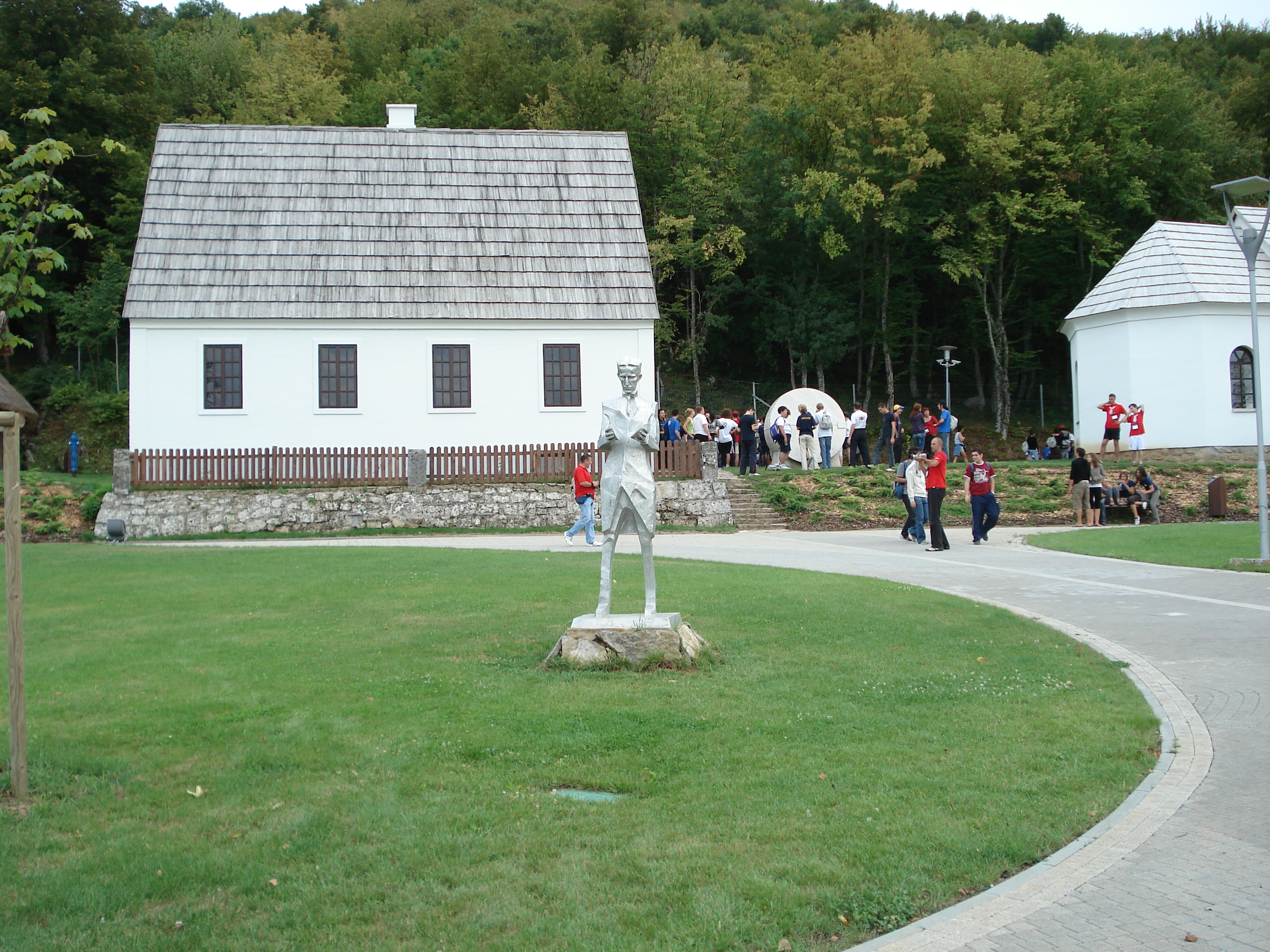
Teslas födelsehus med staty i Smiljan, Kroatien.

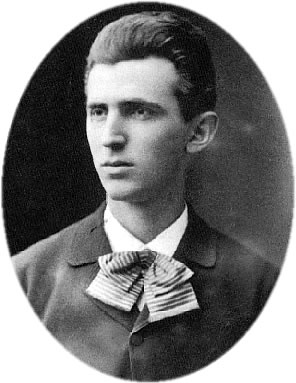
Tesla när han var cirka 23 år gammal.

Nikola Tesla föddes i byn Smiljan i dåvarande Kejsardömet Österrike nära staden Gospić, som ligger i regionen Lika i dagens Kroatien. Av hans dopbevis framgår att han föddes den 28 juni (10 juli enligt den gregorianska kalendern) 1856, som son till Milutin Tesla, präst i den serbisk-ortodoxa kyrkan i stiftet Sremski Karlovci, och Đuka Mandić. Faderns släkt förmodas härstamma antingen från någon av de lokala serbiska klanerna i Taraflodens dalgång eller från den hercegovinske ädlingen Pavle Orlović. Hans mor Đuka var dotter till en serbisk-ortodox präst och kom från en släkt hemmahörande i Lika och Banija. Hon var duktig på att tillverka hemslöjdsredskap och kunde många serbiska episka dikter utantill, men lärde sig aldrig att läsa.
Nikola var det fjärde av fem barn. Han hade en äldre bror, Dane, som dog i en ridolycka när Tesla var fem år gammal och tre systrar: Milka, Angelina och Marica. Familjen flyttade 1862 till Gospić. Tesla gick i en skola i Karlovac och han genomförde den fyraåriga skolgången på tre år. Tesla studerade därefter maskinteknik vid Graz tekniska universitet (1875), där han även studerade användningsområden för växelström. Vissa källor hävdar att han avlade kandidatexamen vid universitetet, medan universitetet självt hävdar att han inte tog någon examen, eftersom han inte fortsatte sina studier efter den första terminen under tredje året, eftersom han hade slutat närvara vid föreläsningarna. Andra har hävdat att han inte fick fortsätta, eftersom han inte betalat sina skolavgifter. En student som Tesla delade rum med vid universitetet hävdade också att Tesla aldrig fullföljde sin utbildning.
I december 1878 lämnade Tesla Graz och bröt kontakten med sin familj. Hans vänner trodde då att han hade drunknat i floden Mura, men sanningen var att han åkte till Maribor (i dagens Slovenien) där han fick arbete som andremaskinist under ett år. Under tiden i Maribor drabbades han av ett mentalt nervsammanbrott. Tesla blev senare övertalad av sin far att börja på Karlsuniversitetet i Prag, vilket han gjorde under sommaren 1880. Där blev han influerad av Ernst Mach. Efter sin fars död lämnade han universitetet, efter att endast ha fullföljt en termin.
Tesla hade ett mycket stort litterärt intresse, han kunde minnas hela böcker och hade förmodligen fotografiskt minne. Tesla skrev i sin självbiografi att han under sitt liv upplevt "stunder av stor inspiration". Som ung drabbades Tesla ofta av sjukdomar. Han drabbades bland annat av en märklig åkomma som framträdde genom att han upplevde att han såg ett bländande ljus som blinkade framför hans ögon, ofta åtföljt av hallucinationer. Ofta var visionerna knutna till ett ord eller en idé som han hade stött på. Bara genom att höra namnet på en sak kunde han ofrivilligt tänka sig den i realistisk detalj. Detta liknar mycket det man idag kallar synestesi. Tesla kunde visualisera en uppfinning i sin hjärna precis som den skulle komma att se ut och användas innan den ens hade byggts. Tesla återupplevde ofta händelser som inträffat tidigare i hans liv, där detta började redan i barndomen.
Tesla flyttade 1880 till Budapest i Ungern för att arbeta åt Tivadar Puskás på det nationella telebolaget. Där träffade han Nebojša Petrović, en ung serbisk uppfinnare som var bosatt i Österrike. Även om deras tid som arbetskamrater inte blev långvarig hann de arbeta tillsammans på ett projekt som med hjälp av två turbiner skulle skapa kontinuerlig kraft. Vid öppnandet av det allmänna telenätet i Budapest år 1881 blev Tesla chefselektriker på företaget och senare ingenjör för landets första telenät. Han utvecklade också en apparat som enligt vissa var en telefonrepeater eller en förstärkare, men som enligt andra kunde ha varit den första högtalaren.

#### Frankrike och USA
Tesla flyttade 1882 till Paris för att arbeta som ingenjör på Continental Edison Company, där han främst var sysselsatt med förbättringar på olika elektriska utrustningar. Under samma år skapade Tesla asynkronmotorn och började utveckla olika anordningar som använder roterande magnetfält. Han tog sedan patent på detta 1888. En liten tid därefter väcktes Tesla av en dröm vari hans mor hade dött. Tesla kommenterade med att säga "Och jag visste att det var så". Efter hennes död blev Tesla sjuk. Han tillbringade tre veckor i Gospić och byn Tomingaj nära Gračac, moderns födelseort, för att återhämta sig.
Första gången Tesla kom till USA var den 6 juni 1884, då han anlände till New York. Med sig hade han endast fyra cent, några matematiska uträkningar, en skiss på en flygmaskin och ett rekommendationsbrev från Charles Batchelor (hans förra chef och en av Edisons affärskontakter i Europa) till Thomas Edison. I brevet till Edison skrev Batchelor: 
| ”                   | Min käre Edison. Jag känner två stora män och du är en av dem. Den andra är denne unge man. | „ |
| – Charles Batchelor |                                                                                             |   |

Edison anställde Tesla för att arbeta i sitt företag, Edison Machine Works. Teslas arbete för Edison började med enkla elektrotekniska uppgifter, men det tog inte lång tid innan han började arbeta med att lösa företagets svåraste problem. Han erbjöds även att göra en ny utformning av bolagets likströmsgeneratorer. Tesla hävdar att han erbjöds 50 000 dollar (motsvarande 1,2 miljoner dollar i 2008 års penningvärde) om han omarbetade Edisons ineffektiva motor och generator. Han skulle förbättra både servicen och ekonomin. Tesla sade att han arbetade både dag och natt för att göra förbättringar. Han gav också Edisons företag flera nya patent som förbättrade maskinerna under arbetets gång. Under 1885, när Tesla ställde en fråga om sin lön för arbetet, svarade Edison honom: "Tesla, du förstår inte vår amerikanska humor" och bröt därmed sitt löfte. Med en lön på 18 dollar i veckan skulle Tesla fått arbeta i mer än 53 år för att få det han blivit utlovad och beloppet motsvarar företagets startkapital. Tesla slutade sedan han fått avslag på lönekravet 25 dollar i veckan. Tesla arbetade efter detta en kort period med att gräva diken för Edisonbolaget och han fokuserade under denna tid på sitt flerfassystem.

### Mellanåren (1886–1899)

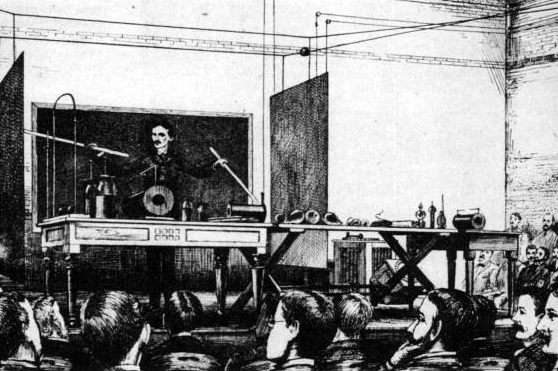
Tesla demonstrerar trådlös överföring av energi under en föreläsning 1891.

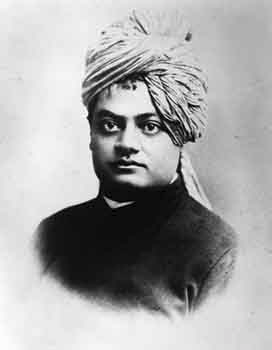
Den vedantistiske filosofen Swami Vivekananda influerade Tesla under 1890-talet.

Tesla bildade 1886 sitt första företag, Tesla Electric Light & Manufacturing. De ursprungliga investerarna ogillade Teslas planer på en växelströmsmotor och avsatte honom från tjänsten på företaget, då Edison motarbetade honom eftersom han ansågs vara en ärkerival. Tesla arbetade i New York som en vanlig arbetare från 1886 till 1887 för att tjäna ihop till brödfödan och för att skaffa kapital till nästa projekt. År 1887 konstruerade han den första borstlösa asynkronmotorn för växelspänning, vilken han 1888 visade upp för American Institute of Electrical Engineers (nu Institute of Electrical and Electronics Engineers). Samma år utvecklade han också principerna för sin teslaspole och började arbeta med George Westinghouse på Westinghouse Electric & Manufacturing Company's laboratorium i Pittsburgh, Pennsylvania. Westinghouse lyssnade på Teslas idéer om flerfassystem som skulle möjliggöra överföring av växelström över långa avstånd.
Tesla började i april 1887 att undersöka det som senare skulle kallas röntgenstrålning med hjälp av sitt egentillverkade elektronrör (vilket liknar hans patent nummer 514170). Denna apparat skilde sig från andra tidiga röntgenrör i det att den inte hade någon mottagningselektrod. Den moderna benämningen för fenomenet som Teslas apparat skapade är bromsstrålning. Det har senare framkommit att apparaten verkade genom att skicka strålar av elektroner från en enda elektrod genom en kombination av fältemission och termisk emission. De frigjorda elektronerna är starkt frånstötta av det höga elektriska fältet nära elektroden under negativa spänningstoppar från den pulserande högspänningen i teslaspolen, vilket genererar röntgenstrålar när de kolliderar med glaset. Tesla använde också geisslerrör.  Tesla blev 1892 medveten om hudskadorna som Wilhelm Röntgen senare skulle identifiera som en effekt av röntgenstrålning.
I början av denna forskningsperiod konstruerade Tesla flera olika experimentella sätt att skapa röntgenstrålning. Tesla ansåg att med hans kretsar "kommer instrumenten att generera röntgenstrålar, vilka är mycket starkare än vad som är möjligt med vanliga apparater". Tesla kommenterade också riskerna med att arbeta med hans kretsar och röntgenapparater. Bland hans många anteckningar från de tidiga undersökningarna av detta fenomen ansåg han att skadorna på hans hud kunde bero på flera olika orsaker. En av möjligheterna, som inte överensstämmer med nuvarande fakta om röntgenstrålning, var att det bildades ozon som orsakade skadorna, snarare än strålning. Han ansåg tidigt att skadorna på huden inte var förorsakade av röntgenstrålning utan att det var ozon som bildats vid kontakt med huden och i mindre utsträckning salpetersyrlighet. Tesla ansåg att dessa i själva verket var longitudinella vågor, likt de som skapas i plasma. I plasma eller i ett slutet utrymme kan det finnas vågor som är longitudinella eller transversella eller en blandning av båda. Det finns kända exempel på detta och dessa plasmavågor kan uppstå i en situation av kraftfria magnetfält. Hans hypoteser och experiment har bekräftats av andra som forskat om detta. Tesla fortsatte sin forskning inom området och observerade senare att en assistent hade bränt sig allvarligt av röntgenstrålningen i hans laboratorium. Han genomförde flera experiment före Röntgens upptäckt inom ämnet (inklusive fotografering av benen i sin egen hand; fotografier som han senare skickade till Röntgen), men offentliggjorde inte sina upptäckter. Stora delar av hans forskning gick förlorade då hans laboratorium på 5th Avenue i New York brann ned i mars 1895.
Tesla demonstrerade så tidigt som 1891 "överföring av elektrisk energi utan ledningar". "Teslaeffekten" (uppkallat efter honom själv) är en äldre term för detta sätt att leda ström, det vill säga förflyttning av energi genom rum och massa och inte enbart spänningsalstring i ledare. Tesla föreslog ett "världssystem" för "överföring av elektrisk energi utan ledare". I praktiken skulle man kunna med principen av en ultraviolett högeffektstråle skapa en trådlös energiöverföring genom att bilda en vertikal joniserad kanal i luften mellan en sändar- och mottagarstation. Samma princip används i åskledare, elektrolaser samt elchockvapen och har föreslagits för att sätta fordon ur funktion.
Tesla blev den 30 juli 1891 medborgare i USA, vid en ålder av 35 år. Samma år etablerade Tesla ett laboratorium på 35 South Fifth Avenue i New York. Senare skulle Tesla bygga sitt Houston Street-laboratorium i New York på 46 East Houston Street. En gång när han i detta laboratorium utförde mekaniska resonansexperiment med elektromagnetiska oscillatorer skapades en resonans hos flera omgivande byggnader, men inte i hans egen lägenhet på grund av de frekvenser som användes. Detta medförde flera klagomål till polisen. När frekvensen ökade började han själv känna av vibrationer i sin egen byggnad och insåg faran han utsatte sig själv för. Tesla blev till slut tvungen att ta hjälp av en slägga för att avbryta experimentet, ungefär samtidigt som en förvånad polispatrull kom till platsen.
Tesla tände också elektriska lampor trådlöst på ömse sidor av New York för att visa potentialen av trådlös energiöverföring. Några av Teslas närmaste vänner var konstnärer. Han hjälpte redaktören för The Century Magazine, Robert Underwood Johnson, med att översätta texter som den serbiske poeten Jovan Jovanović Zmaj skrivit. Under denna tid blev Tesla influerad av den vedantistiske (det vill säga hinduistiske) filosofen Swami Vivekananda.
När Tesla var 36 år gammal fick han sitt första patent på flerfasteknik beviljat. Han fortsatte arbetet med systemet och principerna för roterande magnetfält. Tesla satt från 1892 till 1894 som vicepresident i American Institute of Electrical Engineers, föregångaren (tillsammans med Institute of Radio Engineers) till dagens IEEE. Från 1893 till 1895 arbetade Tesla med högfrekventa växelspänningar. Han alstrade växelspänning på över en miljon volt med hjälp av en konisk teslaspole och undersökte skineffekten i elektriska ledare, det vill säga högfrekventa strömmar som går i ytterkanten av ledaren. Tesla skapade även en maskin för att framkalla sömn, glödtrådslösa lampor och en maskin för att trådlöst skicka elektromagnetisk energi (med andra ord den första radiosändaren). Tesla utförde 1893 en demonstration av radiokommunikation i Saint Louis för The Franklin Institute och National Electric Light Association, i vilken han beskrev och i detalj visade upp dess principer. För detta fick Tesla stor uppmärksamhet i media. Tesla undersökte också om det gick att samla ihop den kosmiska bakgrundsstrålningen. Han trodde själv att det bara var en fråga om tid innan människan skulle kunna använda denna energi.
| ” | Innan flera generationer har hunnit passera kommer våra maskiner att drivas av en kraft som finns att tillgå var som helst i universum. | „ |
| – Nikola Tesla i Experiments With Alternate Currents of High Potential and High Frequency (februari 1892) | |   |

Under 1893 års världsutställning (World's Columbian Exposition i Chicago) togs för första gången på en internationell utställning en byggnad i anspråk för enbart elektriska utställningar. Det var en historisk händelse när Tesla och George Westinghouse demonstrerade växelström för besökarna genom att lysa upp hela världsutställningen med växelström. På utställningen var bland annat Teslas lysrör och enkelnodrör utställda. Tesla förklarade också principerna för roterande magnetfält och asynkronmotorer genom att visa hur ett ägg gjort av koppar kunde stå på högkant med hjälp av en konstruktion han hade byggt. Problemet om hur man får ett ägg att stå på högkant är känt som Columbi ägg.
I slutet av 1880-talet blev Tesla och Edison konkurrenter, delvis på grund av Edisons marknadsföring av likström för elektrisk kraftdistribution i stället för den mer effektiva växelströmmen, som förespråkades av Tesla och Westinghouse. Fram till det att Tesla uppfann asynkronmotorn uppvägdes växelströmmens fördel, långväga elkraftöverföringar (högspänningsöverföringar), av oförmågan att driva motorer. Som ett resultat av det så kallade "strömkriget" gick Edison och Westinghouse nästan i konkurs. Därför avlöste Tesla 1897 Westinghouse från sitt kontrakt så att Westinghouse slapp betala avgifter för Teslas patent. Under 1897 forskade Tesla också om partikelstrålning, vilket senare ledde till den första teorin om kosmisk strålning.
När Tesla var 41 år gammal skickade han in sitt första patent på radion (patentnummer: 645576). Ett år senare demonstrerade han en radiostyrd båt för den amerikanska militären, i tron att militären önskade sig saker såsom radiostyrda torpeder. Tesla hade utvecklat en form av robotteknik samt teknik för fjärrkontroll. Under 1898 blev en radiostyrd båt uppvisad för allmänheten under en utställning om elektricitet i Madison Square Garden. Dessa maskiner hade en innovativ detektor och en serie av logiska grindar. Tesla kallade sin båt för en "teleautomaton" och gjorde gällande: "Du ser här den första rasen av robotar, mekaniska män, som kommer att utföra allt det slitsamma arbetet för mänskligheten". Radiostyrda fjärrkontroller fortsatte att vara en nymodighet fram till 1960-talet. Under samma år lanserade Tesla en "elektrisk tändare" eller tändstiftet för förbränningsmotorer. Han fick ett amerikanskt patent, "Electrical Igniter for Gas Engines", för detta mekaniska tändsystem (patentnummer: 609250). Tesla bodde i det som tidigare varit Gerlach Hotel, vilket hade blivit omdöpt till The Radio Wave Building, på 49 West 27th Street (mellan Broadway och Sixth Avenue) på nedre Manhattan. Innan 1800-talet tog slut utförde han också experiment med radiovågor. En minnestavla placerades på byggnaden 1977 för att hedra det arbete han hade utfört.

#### Colorado Springs

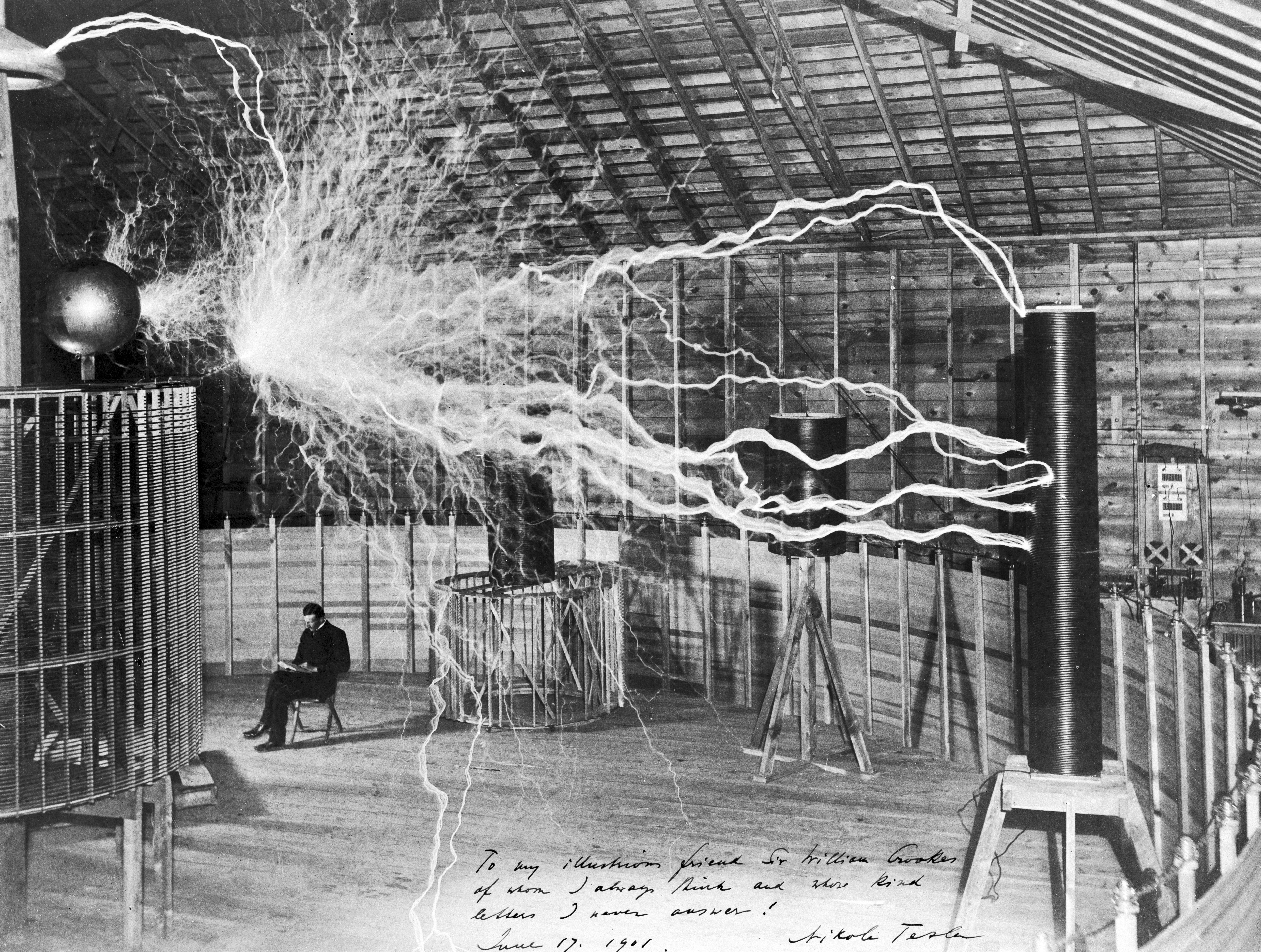
En bild från Teslas laboratorium i Colorado Springs i december 1899. Bilden visar Teslas "Magnifying Transmitter" (en variant av teslaspolen) vilket genererar flera miljoner volt. Ljusbågen är ungefär sju meter lång. Enligt Teslas egna skrivelser är detta ett dubbelexponerat fotografi.

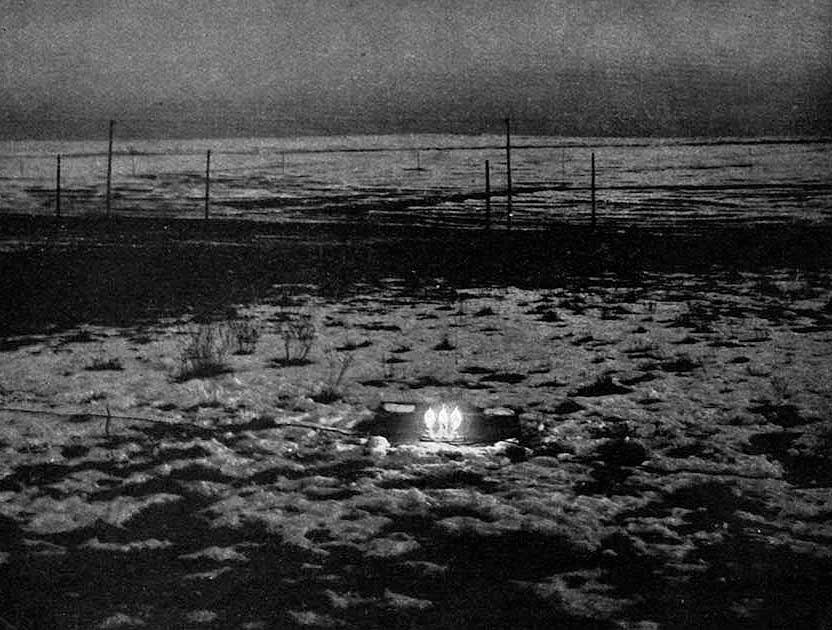
Ett experiment i Colorado Springs. Ljusrampen får här ström från en avlägsen sändare.

Tesla beslutade 1899 att flytta sin forskning till Colorado Springs, där han hittat en plats med det utrymme som krävdes för hans högspännings- och högfrekvensexperiment. Vid sin ankomst berättade Tesla för reportrarna att han höll på med ett telegrafiexperiment, som gick ut på att trådlöst skicka signaler mellan Pikes Peak och Paris. Teslas dagbok innehåller förklaringar om hans experiment rörande jonosfären och markens jordströmmar via transversella vågor och longitudinella vågor. I sitt laboratorium bevisade Tesla att jorden var en elektrisk ledare, genom att skapa konstgjorda blixtar (vilka hade över en miljon volts spänning och var upp till 40 meter långa). Tesla undersökte också atmosfärens elektricitet genom att studera blixtnedslag med hjälp av en åskledare. Reproduktioner av Teslas mottagare och kohärkretsar visar att de var av oförutsedd hög komplexitet. Tesla hävdade att han hade observerat stående vågor under denna tid.
Tesla undersökte olika sätt att överföra effekt och energi trådlöst över längre distanser. Han sände ut extremt lågfrekventa signaler genom marken samt mellan jordytan och e-skiktet i atmosfären. Han fick patent på trådlösa sändare som utvecklade stående vågor med hjälp av denna metod. Under sina experiment utvecklade han matematiska beräkningar baserade på sina experiment och upptäckte att jordens resonansfrekvens ligger på cirka åtta hertz (Hz). Under 1950-talet bekräftade forskare att resonansfrekvensen i jordens jonosfär ligger kring detta intervall (detta kom senare att kallas Schumannresonansen).
I Colorado genomförde Tesla olika kraftöverföringsexperiment över långa avstånd. Teslaeffekten är användningsområdet för en typ av elektrisk överföring (det vill säga energiförflyttning genom rymd och materia, inte bara spänningsalstring genom en ledare). Med hjälp av longitudinella vågor överförde Tesla energi till mottagaranordningar. Han skickade elektrostatisk energi genom luften med hjälp av en ledare som befinner sig i det föränderliga magnetflödet och överför kraft till en mottagande enhet (såsom Teslas trådlösa glödlampa).
I laboratoriet i Colorado Springs observerade Tesla ovanliga signaler som han senare skulle tro var bevis på utomjordiska livsformers radiokommunikation från Venus eller Mars. Han lade märke till återkommande signaler från sin mottagare som avsevärt skilde sig från de signaler som han fångat in vid stormar och jordbrus. Han kunde senare erinra att signalerna kom i grupper om ett, två, tre eller fyra klick i följd. Tesla hade tidigare, och många gånger senare, nämnt att han trodde att hans uppfinningar skulle ha kunnat användas till att kommunicera med livsformer på andra planeter. Det har till och med hävdats att han uppfann ett "teslaskop" för just ett sådant syfte. Det kan diskuteras vilken typ av signaler Tesla fångade upp eller om han alls tog emot några signaler. Senare undersökningar har antytt att Tesla kan ha missuppfattat den nya teknik han arbetade med eller att signalerna som Tesla observerade kan ha varit från en naturlig radiokälla som inte finns på jorden, till exempel signalerna från Jupiters plasmaringar.
Tesla lämnade Colorado Springs den 7 januari 1900. Laboratoriet revs och inventarierna såldes för att betala skulder. Experimenten i Colorado hade förberett Tesla inför hans nästa projekt nämligen att upprätta en station för trådlös kraftöverföring i Shoreham på Long Island, som senare skulle bli känt som Wardenclyffetornet. Tesla fick även ett amerikanskt patent för en metod att öka intensiteten hos elektriska oscillationer.

### De sista åren (1900–1943)

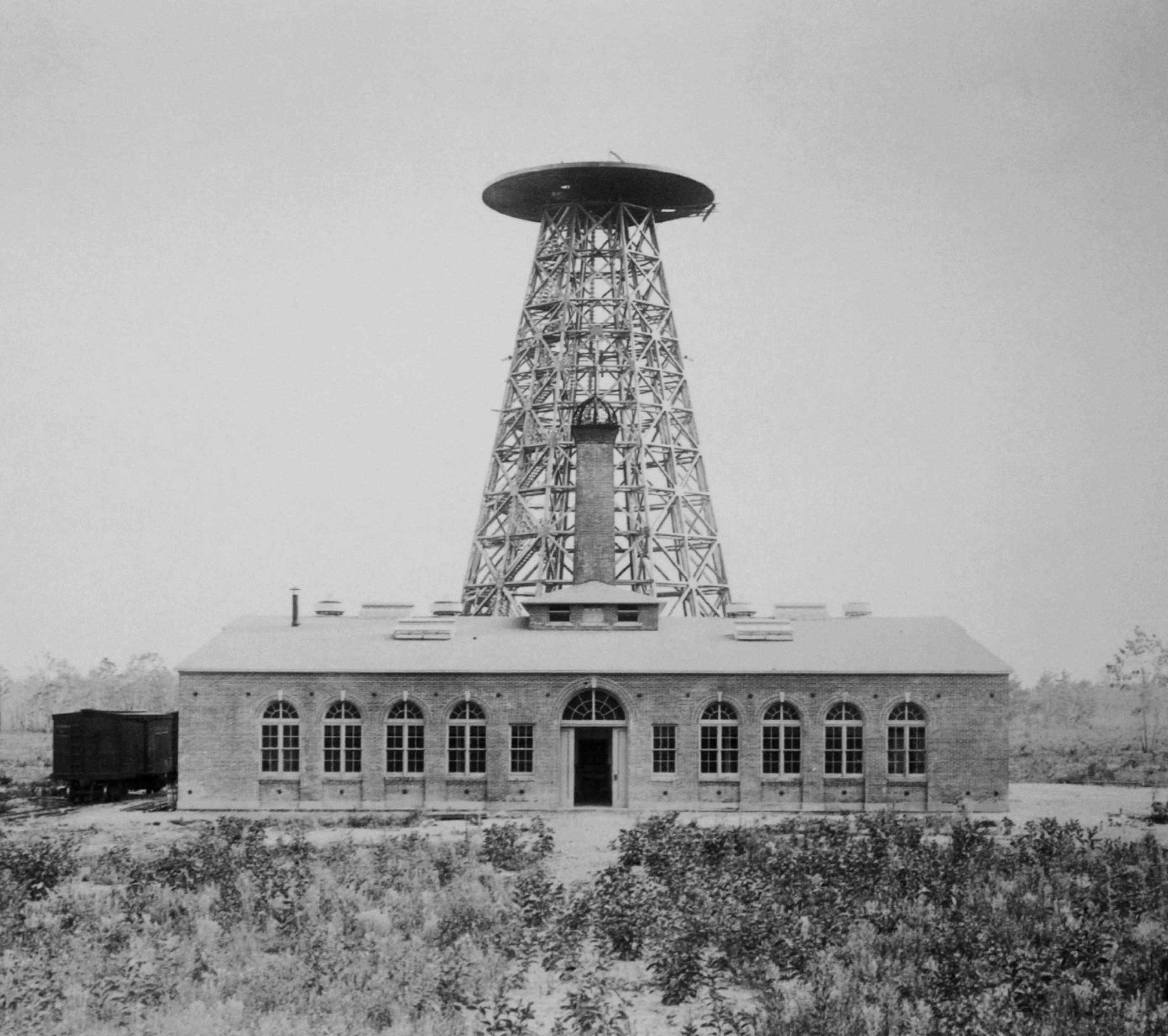
Wardenclyffetornet under bygget cirka 1902. Arbetet med den 17 meter stora kupolen hade ännu inte börjat. Bredvid byggnaden kan man se en kolbil parkerad. Med denna anläggning hoppades Tesla kunna demonstrera trådlös överföring av elektrisk energi över Atlanten.

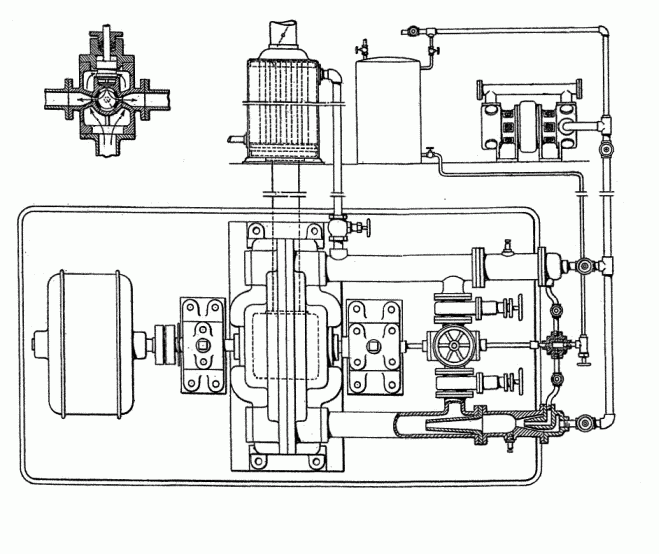
Teslas bladlösa turbinsystem (den så kallade "teslaturbinen").

Under år 1900 började Tesla att planera byggandet av Wardenclyffetornet, med ett kapital på 150 000 amerikanska dollar (varav 51 procent kom från den amerikanska finansmannen J.P. Morgan). I juni 1902 flyttades Teslas laborationsaktiviteter från Houston Street till Wardenclyffe. Tornet blev till slut rivet och skrotat under första världskriget. Tidningarna på den tiden skrev om Wardenclyffetornet som "Teslas dårskap för miljontals dollar". Under 1904 drog amerikanska patentverket tillbaka sitt beslut om att Tesla var skaparen av radion och tilldelade Guglielmo Marconi patentet, vilket var starten på Teslas kamp för att få tillbaka patentet. På sin 50-årsdag (1906) visade han upp sin 200 hästkrafters (150 kW) 16 000 rpm bladlösa turbin (även kallad "teslaturbinen"). Under 1910–1911 prövades flera av hans bladlösa turbiner, på mellan 100 och 5 000 hästkrafter, vid Waterside Power Station i New York. 
Efter att 1909 års Nobelpris i fysik gått till Guglielmo Marconi för radion, blev Thomas Edison och Tesla nämnda i ett pressmeddelande som potentiella pristagare till att dela Nobelpriset i fysik 1915. Detta ledde till en av Nobelprisets många kontroverser. Vissa källor har hävdat att fientligheten mellan Edison och Tesla var orsaken till att ingen av dem fick något Nobelpris, detta trots deras stora bidrag till vetenskapen. Båda försökte förminska den andres prestationer samt vägrade ta emot ett pris som den andre redan fått eller att dela ett eventuellt pris. Varken Tesla eller Edison fick någonsin något Nobelpris även om Edison fick en av de 38 rösterna till 1915 års Nobelpris och Tesla en av rösterna till 1937 års Nobelpris.
Tesla skickade 1915 in en stämningsansökan i ett misslyckat försök att få rättens instämmande mot Marconis anspråk på radiopatentet. Efter Wardenclyffetornet byggde Tesla en trådlös station för Telefunken i Sayville, Long Island. Några av de saker som han ville uppnå vid Wardenclyffe klarade han av här. År 1917 beslagtogs anläggningen och revs av den amerikanska marinkåren, då det misstänktes att den kunde användas av tyska spioner.
Före första världskriget började Tesla att söka efter utländska investerare för att kunna finansiera sin forskning. När kriget startade förlorade Tesla sina intäkter från sina patent i de europeiska länderna. Tesla förutsade vad som skulle hända efter första världskriget slut i en tryckt artikel den 20 december 1914. I en opublicerad artikel från 1920-talet menade han att Nationernas förbund inte är rätt botemedel mot ett nytt världskrig. Tesla började också visa symtom på tvångssyndrom under åren efter kriget. Han blev besatt av talet 3 och kände sig ofta tvingad att gå runt ett hus tre gånger innan han gick in i det. Han var också tvungen att ha tre servetter i en hög bredvid sin tallrik när han åt. Tvångssyndrom var inte någon välkänd psykiatrisk diagnos vid den tiden, varpå ingen behandling fanns att få.  Teslas symptom ansågs vara en sinnessjukdom, vilket tveklöst skadade det som fanns kvar av hans anseende.
Vid den här tiden bodde Tesla på hotellet Waldorf-Astoria, men eftersom han inte hade råd med hyran fick han skjuta upp betalningarna. Till slut skänkte Tesla Wardenclyffetornet till George Boldt, som vid denna tidpunkt ägde hotellet, för att på så sätt betala räkningen på 20 000 dollar. 1917, ungefär samtidigt som Boldt rev Wardenclyffetornet för att öka fastighetens värde, fick Tesla IEEE:s finaste utmärkelse: IEEE Edison Medal.
I augusti 1917 etablerade Tesla sina grundläggande principer om frekvens och effektnivå för den första primitiva radarn. Under 1934 arbetade ingenjören Émile Girardeau med det första franska radarsystemet och sade under den tiden han byggde systemet att han följde Teslas principer. Under 1920-talet var Tesla i förhandlingar med Storbritanniens regering om ett radarsystem. Tesla hade också ingått en överenskommelse om att försöka skapa den så kallade "dödsstrålen". Det förmodas att Chamberlainregeringens avgång avslutade förhandlingarna.
På sin sjuttiofemårsdag 1931 hamnade Tesla på omslaget till Time. Texten på framsidan beskrev hans bidrag till elproduktionen. Tesla fick sitt sista patent 1928 för en apparat för luftburen transport, vilket var ett av de första systemen för VTOL-flygmaskiner (flygmaskiner som inte behöver start- eller landningsbana för att kunna starta eller landa). Under slutet av 1931 gav Tesla ut boken On Future Motive Power, som handlar om ett system för havsvärmekraft. Under 1934 skrev Tesla till konsuln, Janković, för sitt hemland. Brevet innehöll ett meddelande om Teslas tacksamhet till Mihajlo Pupin, som hade tagit initiativet till en insamling varigenom amerikanska företag kunde hjälpa Tesla. Han avböjde emellertid denna hjälp och valde i stället att leva på den blygsamma pension han fick från Jugoslavien för att fortsätta med sin forskning. År 1936 skrev Tesla i ett telegram till den kroatiske politikern Vladko Maček: "Tack så mycket för dina gratulationer och din vänlighet. Jag är lika stolt över mitt serbiska ursprung som mitt kroatiska hemland. Länge leve alla jugoslaver."

#### Fältteorier

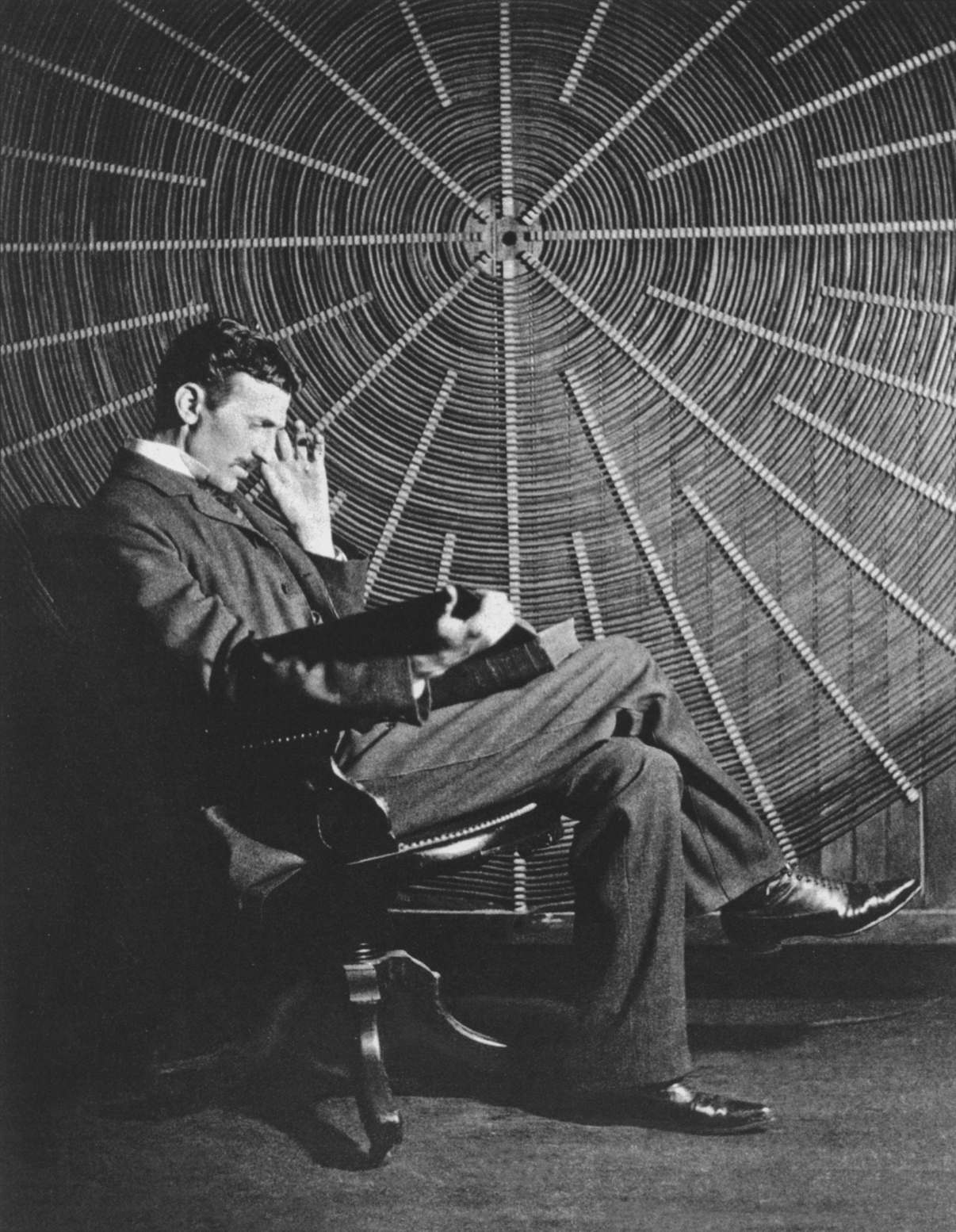
Tesla sitter med den kroatiske filosofen och matematikern Ruđer Josip Boškovićs bok Theoria Philosophiae Naturalis i handen framför spiralspolen till sin högfrekvenstransformator på East Houston Street i New York.

Vid 81 års ålder hävdade Tesla att han förfärdigat en "dynamisk gravitationsteori". Han framhöll att den var "utarbetad i alla detaljer" och hoppades att snart kunna lägga fram den för världen. Teorin publicerades dock aldrig. Större delen av teorin utvecklades mellan 1892 och 1894. Under den perioden ledde Tesla experiment med elektromagnetism med hög frekvens och potential och patenterade anordningar för detta ändamål. Tesla slog 1925 fast om något som påminner om Machs princip:
| ”              | Det finns inget givet liv, från människan som trälbinder elementen till det flinkaste djur, på hela denna jord som inte påverkar på sitt sätt. Närhelst verkan föds av kraft, även om den är ytterst liten, rubbas den kosmiska balansen vilket resulterar i universell rörelse. | „ |
| – Nikola Tesla | |   |

Tesla har uttryckt sig kritisk till Einsteins relativitetsteorier och han kallade det för "[...] [en] storartad matematisk dräkt som fascinerar, bländar och gör folk blinda för de underliggande felaktigheterna. Teorin är som en purpurklädd tiggare som de okunniga misstar för kung [...] dess förespråkare är briljanta människor, men de är metafysiker snarare än vetenskapsmän [...]". Tesla menade även att mycket av Einsteins relativitetsteorier redan hade förts fram av den kroatiske filosofen och matematikern Ruđer Josip Bošković. Tesla har sagt följande i en opublicerad intervju från 1936: "[...] relativitetsteorin är förresten mycket äldre än dess nutida förespråkare. Den lades fram för mer än 200 år sedan av min lysande landsman Ruđer Bošković, den store filosofen, som skrev några tusen band utmärkt litteratur inom väldigt varierande ämnen. Boškovićs arbete behandlade relativitet, däribland det så kallade rumtidkontinuet [...]. Sin egen uppfattning om relativitetsteorierna beskrev Tesla i stället med följande ord: "Jag anser att rymden inte kan vara krökt av den enkla anledningen att det inte kan besitta några egenskaper. Man skulle lika gärna kunna säga att Gud har egenskaper. Det har han inte utan bara kännetecken och dessa har vi själva skapat. Egenskaper kan man bara tala om när man har att göra med materia som fyller rymden. Att säga att rymden kröks vid förekomsten av stora kroppar är som att hävda att någonting kan påverkas av ingenting. Jag, och flera med mig, vägrar skriva under på en sådan uppfattning."

#### Vapen med riktad energi
Under senare delen av sitt liv gjorde Tesla anmärkningsvärda uttalanden om ett så kallat "fjärrkraftsvapen". Media däremot benämnde detta som antingen "fredsstrålen" eller "dödsstrålen". Sammantaget inbegreps följande komponenter och metoder i detta fjärrkraftsvapen:
- En anordning för att framställa kraftyttringar i fria luften i stället för i vakuum som tidigare (enligt Tesla hade detta uppnåtts innan eller under 1934).
- En mekanism för att generera en oerhörd elektrisk kraft (även detta skall ha uppnåtts, enligt Tesla).
- Metoder att intensifiera och förstärka kraften som utvecklats av den andra anordningen.
- En ny metod att framställa en oerhörd elektrisk repellerande kraft (detta skulle vara konstruktionens projektor eller kanon).

Tesla planerade vapnet från början av 1900-talet fram till sin död 1943. 1937 författade Tesla en avhandling med titeln The New Art of Projecting Concentrated Non-dispersive Energy Through Natural Media rörande laddade partikelstrålar. Tesla lade fram arbetet i ett försök att förklara den tekniska beskrivningen av ett "supervapen som skulle göra slut på alla krig". Avhandlingen om partikelstrålar finns för närvarande i Nikola Tesla-museets arkiv i Belgrad, Serbien. Den beskriver ett speciellt vakuumrör, en metod att ladda partiklar till miljoner volt och en metod att skapa samt leda icke-dispersiva partikelstrålar (genom elektrostatisk repulsion). Teslas journal antyder att det baserades på en smal ström av atomkluster av flytande kvicksilver eller volfram accelererad av högspänning. Tesla ger följande beskrivning över partikelkanonens funktion:
| ”              | [Munstycket] sänder koncentrerade partikelstrålar genom luften med sådan kraft att de tar ned en fientlig flygplansflotta med 10 000 flygplan på ett avstånd av 200 miles från den försvarande statens gränser och får arméer att falla ned döda i sina spår. | „ |
| – Nikola Tesla | |   |

Vapnet var tänkt att användas emot markbaserat infanteri eller för luftvärnssyften. Tesla försökte få USA:s krigsdepartement intresserat av konstruktionen och han erbjöd också uppfinningen till europeiska stater. Ingen regering tecknade dock kontrakt för att låta bygga apparaten och Tesla kunde inte sätta sina planer i verket.

#### Teoretiska innovationer
En annan av Teslas teoretiska uppfinningar kallas ofta för "Teslas flygande maskin", vilken liknar ett jondrivet flygplan. Tesla påstod att en av hans drömmar var att skapa en flygmaskin utan flygplansmotor, skevroder, propellrar eller bränslekälla ombord. Inledningsvis funderade Tesla på en elmotor driven av basstationer på marken. Efter ett tag föreslog Tesla att ett liknande flygplan som kunde drivas endast på ett elektromekaniskt sätt. Den var tänkt att vara antingen cigarr- eller tefatsformad.

#### Tesla World System
Tesla hade en vision av ett nätverk av informationskällor över hela världen som skulle göra det möjligt för människor att med elektricitet kommunicera på olika sätt. Detta kallade Tesla för "World System". Ritningarna för detta World System presenterades år 1900 och bestod av följande punkter:
- Sammankoppling av alla telegraf- och telefonstationer i hela världen.
- Hemlig och säker överföring av meddelanden för regeringar, myndigheter och privatpersoner.
- Överföring av maskinskrivna eller handskrivna brev, checkar, fotografier, teckningar och dokument.
- Världsomfattande nyhetsförmedling och spridning av börskurser.
- Material till tidningar för tryckning var som helst, till lands och till sjöss.
- Spridning av musik över hela världen.
- Exakt rätt tid visas i billiga och underhållsfria klockor.
- Navigering med information om position, kurs och hastighet på alla hav.
- Trådlös överföring av elektrisk kraft över hela världen.
- Möjlighet att påverka väder och klimat.

Majoriteten av dessa punkter är numera en del av vardagen för de flesta människor. Trådlös överföring av kraft existerar, men används ännu endast i en mycket liten skala. Metoder för att i viss utsträckning styra väderleken finns i verkligheten (som exempelvis molnsådd). Under Olympiska sommarspelen 2008 i Peking, Kina användes till exempel speciella "väderkanoner" för att hålla regnoväder borta från tävlingsområdena.

### Privatliv

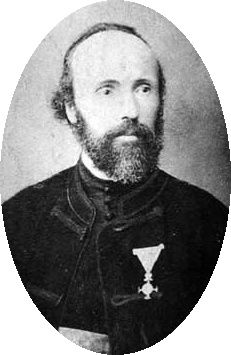
Nikola Teslas far, Milutin Tesla.

Tesla var 188 centimeter lång och vägde runt 65 kilo; hans vikt ändrades ytterst lite mellan 1888 och 1926. Även om flera av Teslas förfäder var mörkögda var färgen på Teslas ögon mer åt det gråblåa hållet. Tesla själv sade att hans ögon var mörkare under hans första levnadsår, men att de ändrade nyans när han började använda sin hjärna på ett mer extremt sätt än tidigare. Dock hade både hans mor och några av hans kusiner gråa ögon, vilket kan förklara att den gråa nyansen i Teslas ögon var nedärvd. Tesla hade ett mycket stort litterärt intresse. Han kunde minnas hela böcker och hade förmodligen ett fotografiskt minne. Tesla talade flera språk flytande. Vid sidan av serbiska/kroatiska kunde han sju andra språk: tjeckiska, engelska, franska, tyska, ungerska, italienska och latin.
Tesla kan ha lidit av tvångssyndrom och hade många ovanliga karaktärsdrag och fobier. Han utförde saker i tretal och skulle ovillkorligen bo i hotellrum som hade nummer som var jämnt delbara med tre. Tesla observerades även fysiskt reagera avvisande mot smycken, särskilt pärlörhängen. Han var mycket noga med renlighet och hygien och lär ha varit mysofobiker. Tesla var även besatt av duvor: han beställde specialfrön till duvorna som han matade i Central Park och tog till och med några med in på sitt hotellrum. Tesla älskade djur och han tänkte ofta belåtet på sin barndoms katt, som han benämnde "den magnifike Mačak". Tesla gifte sig aldrig. Han levde i celibat och hävdade att kyskheten gagnade hans vetenskapliga förmåga.  Likväl tävlade åtskilliga kvinnor om att vinna Teslas tillgivenhet; somliga var till och med vansinnigt förälskade i honom. I romantiskt avseende uppträdde Tesla tämligen avvaktande, men samtidigt artigt, mot dessa kvinnor. Tesla var benägen att alienera sig själv och var i allmänhet dämpad, fast när han väl deltog i umgängeskretsar omtalades han mycket positivt och beundrande av många. Robert Underwood Johnson beskrev honom som förvärvande en "förnämlig söthet, uppriktighet, anspråkslöshet, finess, generositet och styrka." Hans sekreterare, Dorothy Skerrit, skrev: "[h]ans vänliga leende och nobla uppträdande utmärkte alltid de gentlemannamässiga karaktärsdragen som var djupt inrotade i hans själ." Teslas vän Hawthorne skrev att "[s]ällan möter man en vetenskapsman eller ingenjör som också uppskattar god musik och är poet, filosof, lingvist och gourmet." Dock uppvisade Tesla ibland ett grymt drag: han gav öppet uttryck för sin avsky för överviktiga. Vid ett tillfälle avskedade han en sekreterare på grund av hennes vikt. Han var dessutom snar att anmärka på andras klädsel och vid flera tillfällen krävde han att en underlydande skulle gå hem och byta kläder.
Tesla arbetade varje dag från nio på morgonen till sex på eftermiddagen, ibland ännu längre än så. Han åt middag från åtta till tio på kvällarna på först Delmonico's och senare Waldorf-Astoria. Det var endast hovmästaren som fick servera Teslas mat och han åt oftast ensam. Tesla hävdade att han aldrig sov mer än två timmar per natt, och vid ett tillfälle arbetade han i sitt laboratorium i åttiofyra timmar i sträck utan vila eller sömn. Tesla hade även en förkärlek för spel, då främst biljard, schack och olika sorters kortspel. Han kunde ibland spela i mer än fyrtioåtta timmar i sträck.
 

Tesla förblev indignerad efter episoden med Edison. Dagen efter Edisons död innehöll The New York Times omfattande bevakning om Edisons liv, där det enda negativa omdömet kom från Tesla vars uttalande citerades: 
| ”              | Han hade inga hobbyer, brydde sig inte om förströelse av något slag och försummade fullkomligt grundläggande hygienvanor [...] Hans metod var ineffektiv till det yttersta eftersom en ofantlig yta måste täckas för att få fram något överhuvudtaget, såvida inte slumpen ingrep, och i början blev jag nästan ledsen av att se hans tillvägagångssätt när jag visste att blott lite teori och beräkning skulle ha besparat honom nittio procent av mödan. Han hyste dock ett veritabelt förakt för kunskaper från böcker och matematik och han litade helt och hållet på sin uppfinnarinstinkt och sitt sunda amerikanska förnuft. | „ |
| – Nikola Tesla | |   |

Strax före sin död sa Edison att hans största misstag hade varit att försöka utveckla likströmmen i stället för den överlägsna växelströmmen, som Tesla hade tagit sig an.
När Tesla var i medelåldern blev han nära vän med Mark Twain och de tillbringade mycket tid tillsammans antingen i Teslas laboratorium eller på andra ställen. Även Tesla och Robert Underwood Johnson var goda vänner. Tesla hade vänskapsrelationer med författaren Francis Marion Crawford, arkitekten Stanford White, ingenjören Fritz Lowenstein, George H. Scherff och Kenneth M. Swezey. Tesla rev upp ett kontrakt med Westinghouse Electric Corporation som skulle ha gjort honom till världens första miljardär, delvis på grund av följderna det skulle få för hans framtidsvision om fri elkraft och delvis för att det skulle driva Westinghouse i konkurs och Tesla hade ingen lust att ha att göra med borgenärerna.
Tesla trodde att krig inte kunde undvikas förrän orsaken till dess uppkomst avlägsnades, men han var allmänt motståndare till krig. Han försökte minska avstånden i kommunikationen för bättre förståelse, transport och energiöverföring liksom i att säkerställa vänliga internationella relationer. Liksom många på hans tid blev livstidsungkarlen Tesla förespråkare för en variant av rashygien, inbegripande självpåtvingad selektiv fortplantning. 1937 fastslog han i en intervju att:
| ”              | [M]änniskans nya sinne för medlidande började ingripa i naturens hänsynslösa gång. Den enda metod som är förenlig med vår civilisations böjelser och raser är att genom sterilisering förhindra att 'icke-lämpliga' fortplantar sig och försiktigt vägleda parningsinstinkten [...] Åsiktsriktningen bland rasbiologerna är att vi måste försvåra giftermålet. Absolut ingen som inte är en önskvärd förälder skall få tillåtelse att alstra avkomma. Om hundra år kommer det inte längre att falla en normal person in att para sig med en rashygieniskt olämplig lika mycket som att gifta sig med en vaneförbrytare. | „ |
| – Nikola Tesla | |   |

1926 kommenterade Tesla vådan av kvinnans sociala underdånighet och att kvinnornas kamp för jämställdhet mellan könen tydde på att människans framtid skulle styras av "drottningbin". Han trodde att kvinnan skulle bli det dominerande könet i framtiden. På senare år blev Tesla vegetarian. I en artikel för Century Illustrated Magazine skrev han: "Det är tvivelsutan att föredra att odla grönsaker och därför tycker jag att vegetarianism är en rekommendabel avvikelse från en etablerad barbarisk sedvänja." Tesla framhöll att det var fel att äta oekonomiskt kött när stora mängder människor svälter. Han trodde också att växtföda var "överlägsen det [kött], både i avseende på mekaniskt och mentalt utförande." Han ansåg att djurslakt var "omoraliskt och grymt".
Tesla tillbringade de sista tio åren av sitt liv i rum 3327, en tvårumssvit på trettiotredje våningen, på New Yorker Hotel i New York. Där, vid slutet av sitt liv, uppvisade Tesla tecken på tilltagande mental ohälsa. Han hävdade bland annat att en viss vit duva besökte honom varje dag och att deras kärlek för varandra var ömsesidig. Många biografier nämner att Tesla såg duvans död som den "sista stöten" mot honom och hans verksamhet. Under sina sista år led han av extrem känslighet för ljus, ljud och andra intryck.

#### Död

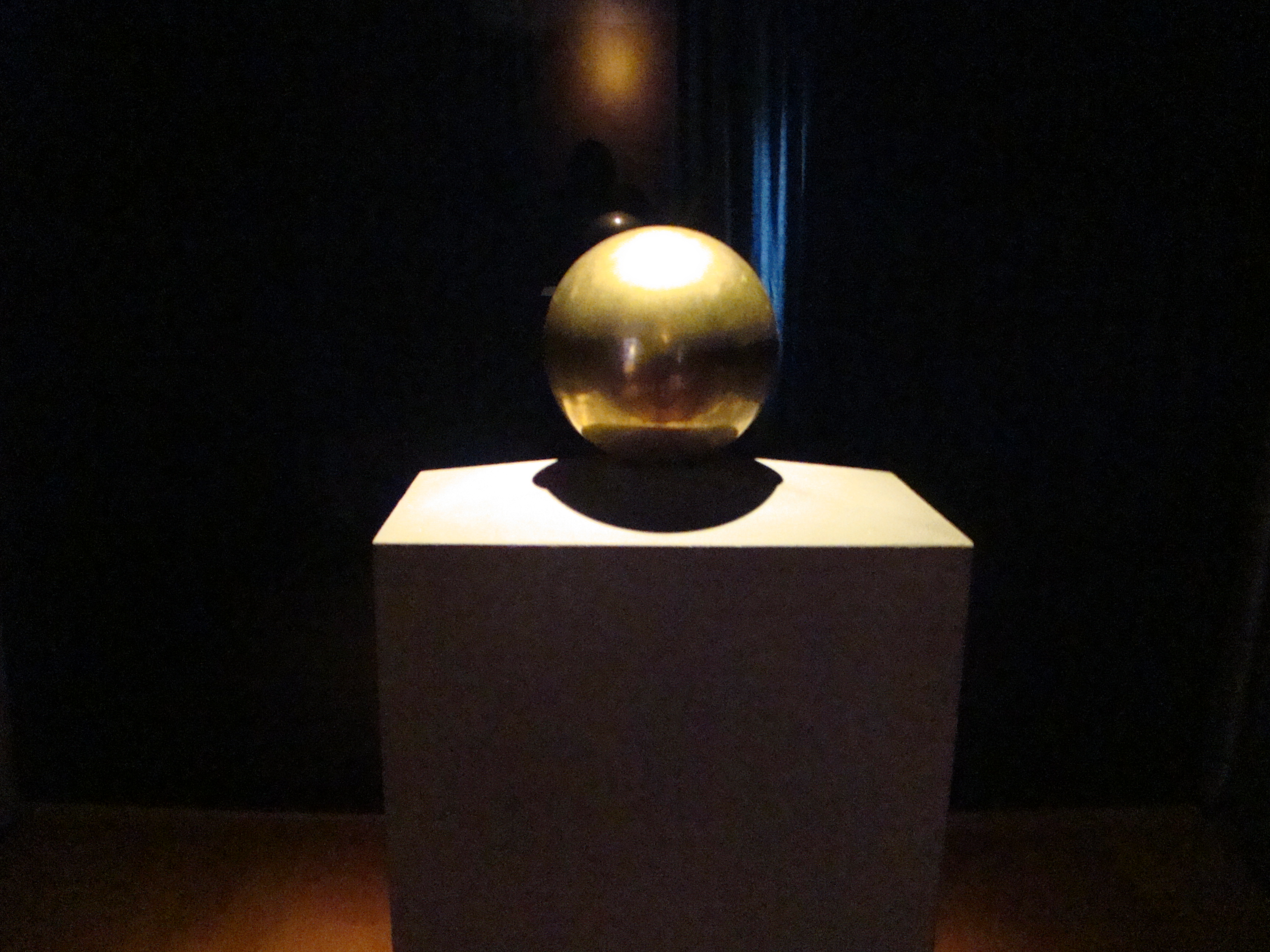
Den sfäriska urnan innehållandes Teslas aska (från Nikola Tesla-museet i Belgrad, Serbien).

Tesla dog av hjärtsvikt på rum 3327 på New Yorker Hotel den 7 januari 1943. Hans lik hittades av städerskan Alice Monaghan som valde att ignorera den "var vänlig stör inte"-skylt som Tesla hade hängt upp på sin dörr två dagar innan han avled. Trots att Tesla hade sålt sina växelströmspatent dog han med stora skulder. Senare samma år kom USA:s högsta domstol fram till att det var Tesla och inte Guglielmo Marconi som hade uppfunnit radion.
Omedelbart efter att Teslas död blev känd tog FBI:s avdelning för icke amerikaner hand om hans skrifter och egendom trots hans amerikanska medborgarskap. Hans kassaskåp på hotellet blev också öppnat. Vid tidpunkten för sin död arbetade Tesla med sitt "fjärrkraftsvapen" (den så kallade "dödsstrålen"), vilket han hade misslyckats att få amerikanska krigsdepartementet att bli intresserade av. Det verkade som att hans forskning om dödsstrålen också var relaterad till hans forskning om klotblixtar och plasma samt att strålen var tänkt som ett partikelstrålsvapen. De amerikanska myndigheterna hittade dock ingen prototyp av vapnet i kassaskåpet. Efter att krigsdepartementet hade kontaktat FBI blev dokumenten stämplade som "topphemligt". De personliga tillhörigheterna beslagtogs på inrådan av presidentens rådgivare J. Edgar Hoover. Ett av dokumenten fastslår att "Tesla skall ha haft 80 koffertar på olika platser med skrifter och planer som var relaterade till hans experiment [...]". Teslas familj och den jugoslaviska ambassaden fick kämpa mot de amerikanska myndigheterna för att få tillbaka de beslagtagna ägodelarna efter hans död på grund av den potentiellt betydelsefulla informationen i hans forskning. Till slut fick hans systerson, Sava Kosanoviċ, tag på vissa av hans ägodelar som nu finns utställda på Nikola Tesla-museet i Belgrad, Serbien. Professorn John G. Trump hittade senare Teslas "fjärrkraftsvapen" i en låda, vars innehåll bestod av grundläggande elektrisk utrustning.
Teslas begravning ägde rum den 12 januari 1943 i Cathedral of Saint John the Divine på Manhattan i New York. Hans kropp blev kremerad och hans aska togs till Belgrad i Jugoslavien 1957. Den sfäriska urnan togs till Nikola Tesla-museet, där den finns än idag.

## Eftermäle

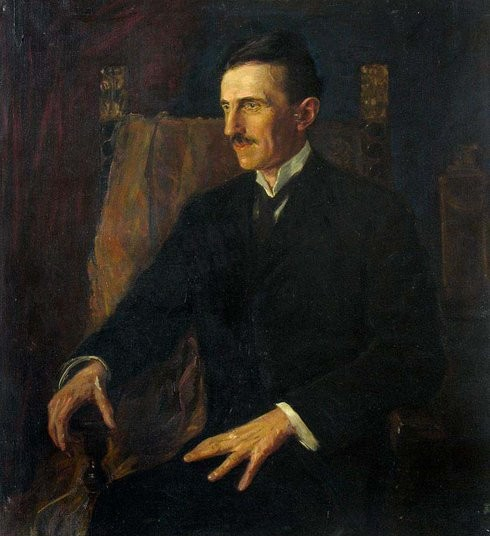
Tesla på porträttet Blue Portrait från 1916 målat av den ungerska prinsessan Vilma Lwoff-Parlaghy.

### Minnesmärken och porträtt
Tesla önskade sig en staty av sin nära vän, den kroatiske skulptören Ivan Meštrović, men dog innan han fick se den. Meštrović gjorde år 1952 en bronsbyst som återfinns på Nikola Tesla-museet i Belgrad i Serbien och en staty (som gjordes under 1955–1956) utanför Ruđer Bošković-institutet i Zagreb i Kroatien. Statyn flyttades till korsningen av gatorna Masarykova och Preradovićeva i Zagrebs centrum under 150-årsjubileet av Teslas födelse år 2006, varvid Ruđer Bošković-institutet erhöll en kopia av statyn. 1976 uppställdes en bronsstaty, gjord av den kroatiske skulptören Frano Kršinić, vid Niagarafallen. Det var en kopia av en staty som redan hade uppförts i Belgrad i Serbien år 1963. Det finns även ett annat monument över Tesla, föreställande honom stående på en bit av en växelströmsgenerator, som är rest i Queen Victoria Park vid Niagarafallen i den kanadensiska provinsen Ontario. Monumentet avtäcktes officiellt på söndagen den 9 juli 2006 i samband med 150-årsjubileet av Teslas födelse. Monumentet sponsrades av Sankt Georgs serbiska kyrka i Niagarafallen och var utformad av Les Drysdale från Hamilton, Ontario. Drysdales förslag var det vinnande i en internationell designtävling.
Tesla gillade inte att posera för porträttörer. Den enda gången han gjorde det var för den ungerska prinsessan Vilma Lwoff-Parlaghy år 1916; detta resulterade i ett porträtt som går under namnet Blue Portrait. Teslas porträtt har även förekommit på flera jugoslaviska och serbiska dinarsedlar samt på frimärken.

### Företag och byggnader
Serbiens största elkraftanläggning (TPP Nikola Tesla) hette tidigare TPP Obrenovac, men bytte år 1975 namn till just TPP Nikola Tesla. Bolaget TESLA var ett stort statsägt elektrotekniskt konglomerat i det forna Tjeckoslovakien, där några av dotterbolagen fortfarande är verksamma i Tjeckien. Bolaget grundades den 18 januari 1921 under namnet Elektra, men bytte den 7 mars 1946 namn till TESLA. Namnets koppling sades från början vara till Nikola Tesla, men avslöjades senare vara en förkortning för TEchnika SLAboproudá. Ett elbilsföretag från Silicon Valley, Kalifornien med namnet Tesla Motors är uppkallat till Teslas ära. På deras webbplats står att läsa: "Vår Tesla Roadsters namne är geniet Nikola Tesla [...] Vi är säkra på att om Nikola Tesla hade levt idag hade han granskat vår bil och nickat både förstående och instämmande". Ett av Ericssons dotterbolag i Kroatien har fått namnet Ericsson Nikola Tesla d.d., för att hedra Teslas pionjärinsats inom trådlös kommunikation. Nikola Tesla var tidigare namnet på en telefontillverkare i Zagreb, Kroatien innan L.M. Ericsson köpte upp företaget på 1990-talet.
I samband med 150-årsjubileet av Teslas födelse 2006 bytte Serbiens största flygplats namn från JP Aerodrom "Beograd" till JP Aerodrom "Beograd - Nikola Tesla".

### Litteratur

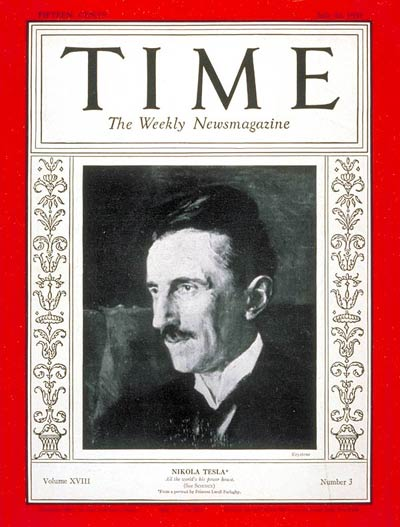
Tesla på framsidan av Time den 20 juli 1931.

### Musik
Hårdrocksbandet Tesla, som bland annat gjort den berömda rockballaden "Love Song", är uppkallade efter Nikola Tesla. På skivan Psychotic Supper finns låten "Edison's Medicine" som handlar om Teslas ojämna kamp mot den "osportslige" Thomas Edison. På omslagen till bandets album Mechanical Resonance, Psychotic Supper och The Great Radio Controversy syns tydliga kopplingar till uppfinnaren Tesla. Den serbiske låtskrivaren och artisten Željko Joksimović skrev år 2006 låten "Nikola Tesla" till Jelena Tomaševićs text för en dokumentär på Serbiens radio-television (RTS). Låten gavs två år senare ut på Balkan Routes Vol. 1: Nikola Tesla som är ett album tillägnat Tesla. Låten "Tesla's Hotel Room" av The Handsome Family från albumet Last Days of Wonder är en uppdiktad redogörelse för Teslas sista år på New Yorker Hotel i New York. Det brittiska synthpopbandet Orchestral Manoeuvres in the Dark släppte låten "Tesla Girls" på sitt album Junk Culture och på Joy Electrics album Hello Mannequin finns det en låt med namnet "Nikola Tesla".

### Inom ockultismen
Efter Teslas död har många av hans innovationer, teorier och påståenden använts för att stödja allehanda ytterlighetsteorier som anses ovetenskapliga. Det mesta av Teslas eget arbete skedde med vetenskapligt godtagbara principer och metoder, men hans extravaganta personlighet och ibland orealistiska påståenden i kombination med hans obestridliga genialitet har gjort att han har använts av fabulister och de som tror på konspirationer om "dold kunskap". Redan på Teslas tid trodde somliga att han egentligen var en änglavarelse från Venus som sänts till jorden med kunskap åt mänskligheten. Denna tro finns kvar hos de nutida nuwaubianisterna.

### 150-årsjubileet

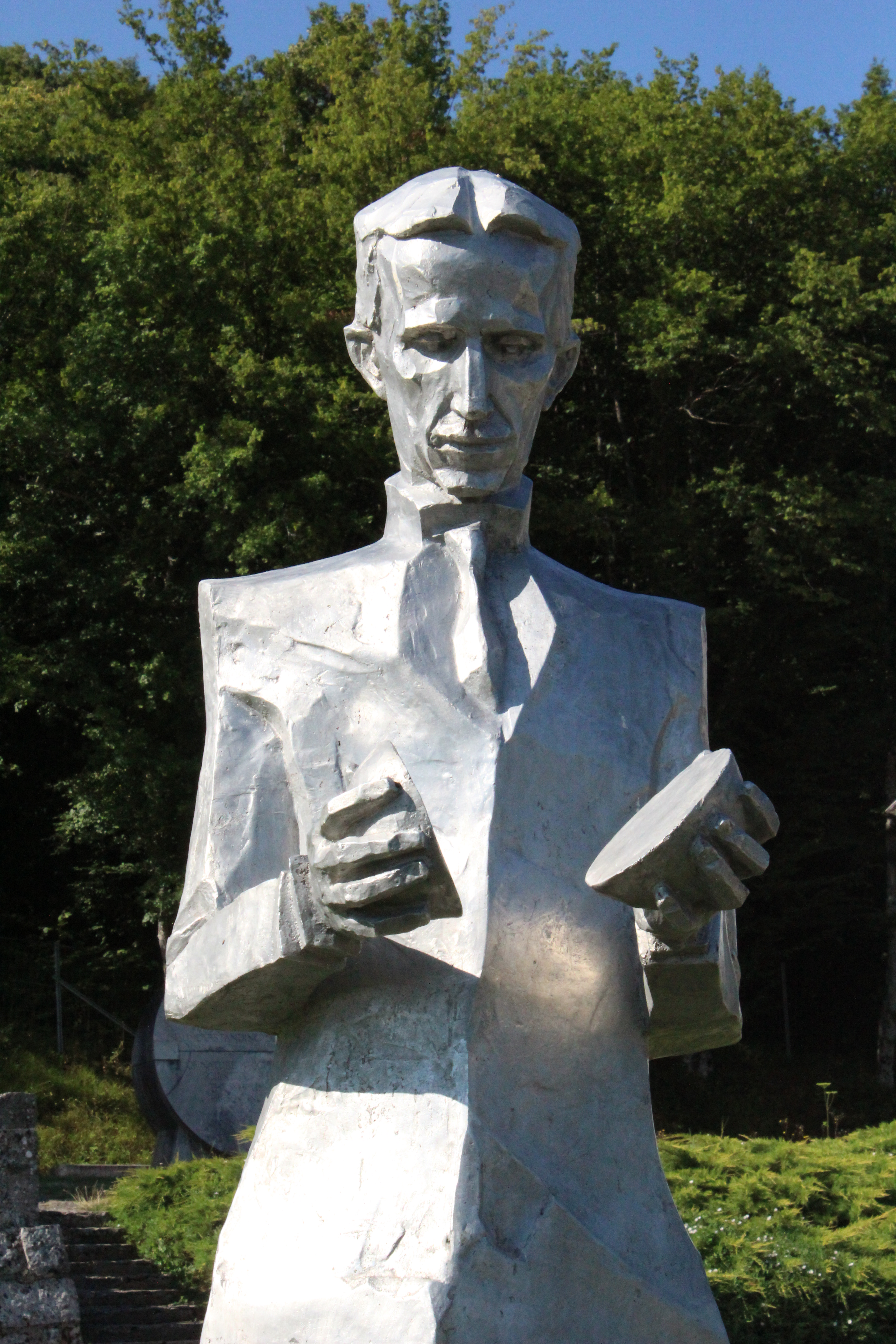
Staty över Tesla, skapad av Mile Blažević.

År 2006 firade Unesco ett 150-årsjubileum av vetenskapsmannen Nikola Teslas födelse och Kroatiens och Serbiens regeringar proklamerade året som Tesla-året. På jubileumsdagen, den 10 juli 2006, öppnades den renoverade byn Smiljan (som hade förstörts under det kroatiska självständighetskriget i början av 1990-talet) för allmänheten med bland annat Teslas hus (som ett museum) och ett nytt multimediacentrum till minne av Teslas liv och arbete. Sockenkyrkan Sankt Peter och Paul, vari Teslas far hade officierat vid gudstjänster, renoverades också. I museet och multimediacentret finns kopior av Teslas uppfinningar. Museet har samlat nästan alla skrivna arbeten som någonsin publicerats av och om Tesla; det mesta av detta material är donerat av Ljubo Vujović från Teslasällskapet. Bredvid Teslas hus har man uppfört ett monument av skulptören Mile Blažević. I den närbelägna staden Gospić öppnade, på samma dag som invigningen av den återskapade byn och museerna, en skola för högre utbildning med namnet Nikola Tesla och en kopia av en staty av Tesla av Frano Kršinić avtäcktes.

### Övriga utmärkelser
SI-enheten tesla (T) för magnetisk flödestäthet gavs namn efter Tesla på Conférence Générale des Poids et Mesures i Paris, Frankrike år 1960. Institute of Electrical and Electronics Engineers (IEEE), vari Tesla hade varit vice ordförande, instiftade ett pris till hans ära. IEEE Nikola Tesla Award föräras personer eller forskarlag som gjort betydelsefulla 
bidrag till framställningen eller nyttjandet av elektrisk kraft.
Nedslagskratern Tesla på månens baksida och asteroiden 2244 Tesla är uppkallade efter honom.
Den 10 juli 2009 hade Google en Tesla-inspirerad "doodle" som logotyp för sin söktjänst.